# Andy Sidaris
Andrew Sidaris, più noto col diminutivo Andy (Chicago, 20 febbraio 1931 – Beverly Hills, 7 marzo 2007), è stato un regista e sceneggiatore statunitense.

## Carriera
Prima di intraprendere la carriera cinematografica, Sidaris lavorò come regista televisivo e si occupò con successo della trasmissione di numerosi eventi sportivi (principalmente partite di basket e football americano). Nel 1968 curò la regia televisiva dei Giochi della XIX Olimpiade.
Divenne famoso grazie ai B-movies da lui diretti a partire dalla metà degli anni ottanta; i suoi film, assimilabili al genere della sexploitation, ebbero particolare visibilità poiché comprendevano tra le protagoniste numerose modelle celebri in quegli anni per le loro apparizioni in riviste maschili quali Playboy e Penthouse (tra le più note Julie Strain, Dona Speir, Hope Marie Carlton, Cynthia Brimhall, Roberta Vasquez, Julie K. Smith, Shae Marks e Wendy Hamilton).

## Filmografia parziale
- La porno detective (Stacey) (1973)
- Sette uomini da uccidere (Seven) (1979)
- Malibu Express (1985)
- Agguato alle Hawaii (Hard Ticket to Hawaii) (1987)
- Nome in codice: Picasso Trigger (Picasso Trigger) (1988)
- Hawaii squadra speciale 2 (Savage Beach) (1989)
- Hawaii squadra speciale (Guns) (1990)
- Hawaii squadra speciale 3 (Do or Die) (1991)
- Hard Hunted (1992)
- Fit to Kill (1993)
- Enemy Gold (1993)
- The Dallas Connection (1994)
- Day of the Warrior (1996)
- L.E.T.H.A.L. Ladies: Return to Savage Beach (1998)